# St. Magnus (Niedermarsberg)

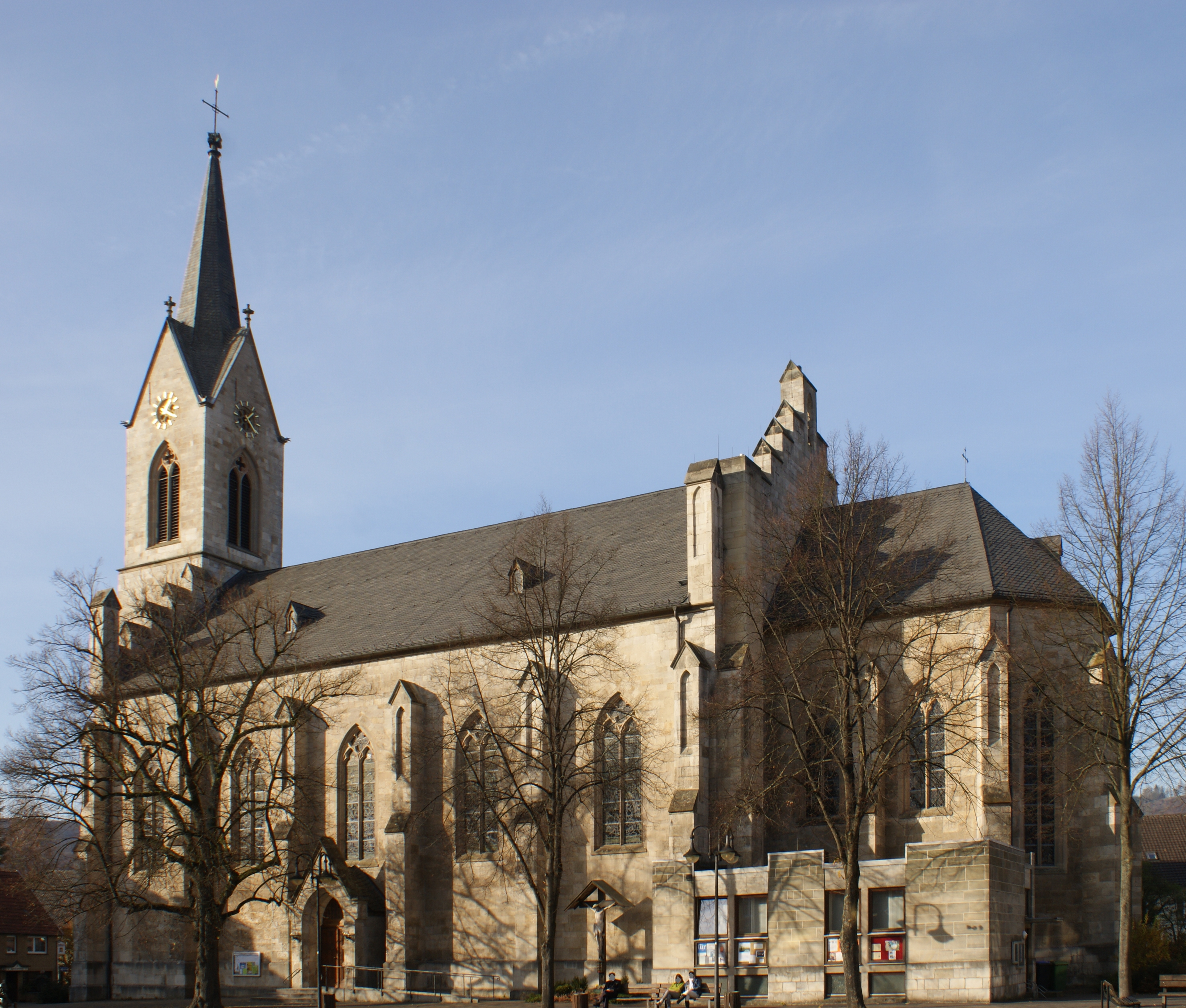
St. Magnus

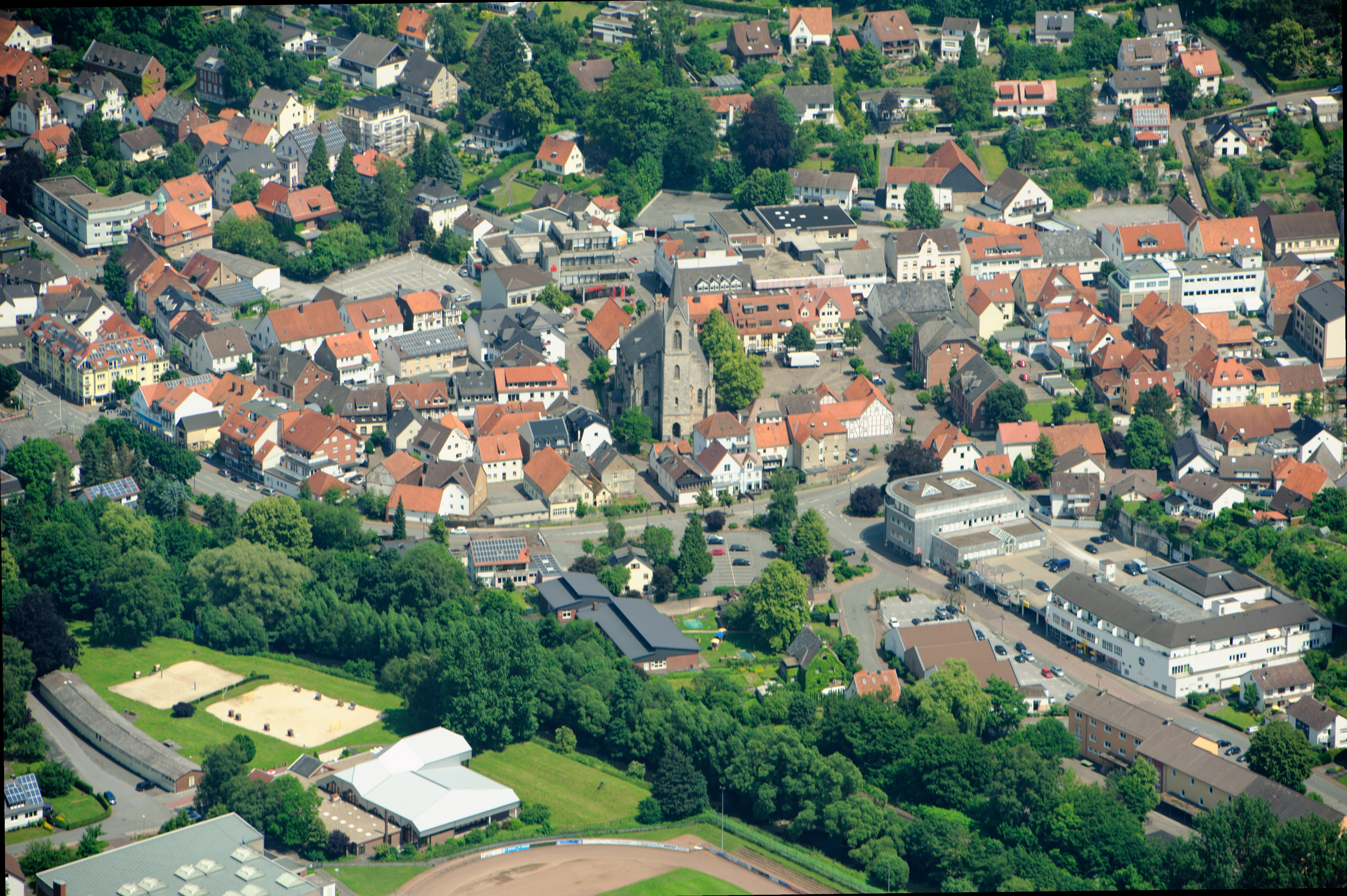
Ortskern Niedermarsberg mit St. Magnus

St. Magnus ist eine katholische Pfarr- und Propsteikirche in Niedermarsberg im Hochsauerlandkreis. Die neugotische dreischiffige Hallenkirche ist in der Denkmalliste der Stadt Marsberg eingetragen. Kirchenpatron ist der heilige Magnus von Trani. St. Magnus ist eine Pfarrkirche des Pastoralen Raums Marsberg im Dekanat Hochsauerland-Ost des Erzbistums Paderborn.

## Architektur und Geschichte

### Erste Kirche
Den Grundstein zur ersten Magnuskirche legte Abt Drothmar von Corvey im Jahr 1019.
Sie wurde am 27. Juli 1040 oder 1046 von Bischof Rotho von Paderborn als St.-Magnus-Kirche geweiht. Sie gehörte zum Kloster Corvey, dem die Baulast oblag. Eine Pfarre wurde zwischen 1036 und 1047 eingerichtet und der Propstei in Obermarsberg inkorporiert. Diese alte Kirche stand an derselben Stelle, an der auch die Heutige steht, sie war allerdings bedeutend kleiner. Zusammen mit den nachträglich eingebauten Emporen und der Orgelbühne bot sie Platz für etwa 450 Personen. Als Ausstattung war anfänglich nur der Altartisch vorhanden, eine Orgel wurde 1653 aus Blomberg erworben. Der Aufsatz für den Hochaltar wurde 1682 gekauft und die Kanzel wurde 1696 angeschafft. Das Gebäude stand inmitten eines Friedhofes, auf dem bis 1807 die Toten beider Konfessionen bestattet wurden. Nach langer Vernachlässigung verfiel die romanische Kirche im 18. Jahrhundert, jegliche Renovierung unterblieb. Von Pfarrer Windraken OSB (1747–1756) ist folgende Aussage überliefert: Die Kirche der Gemeinde St. Magnus ist mehr einer Mördergrube als einem Gotteshause ähnlich. In den folgenden Jahren versuchten einige Pfarrer vergeblich, vom königlichen Fiskus, als Rechtsnachfolger des Klosters Corvey, die nötigen finanziellen Mittel zum Bau einer neuen Kirche zu bekommen.

### Heutige Kirche

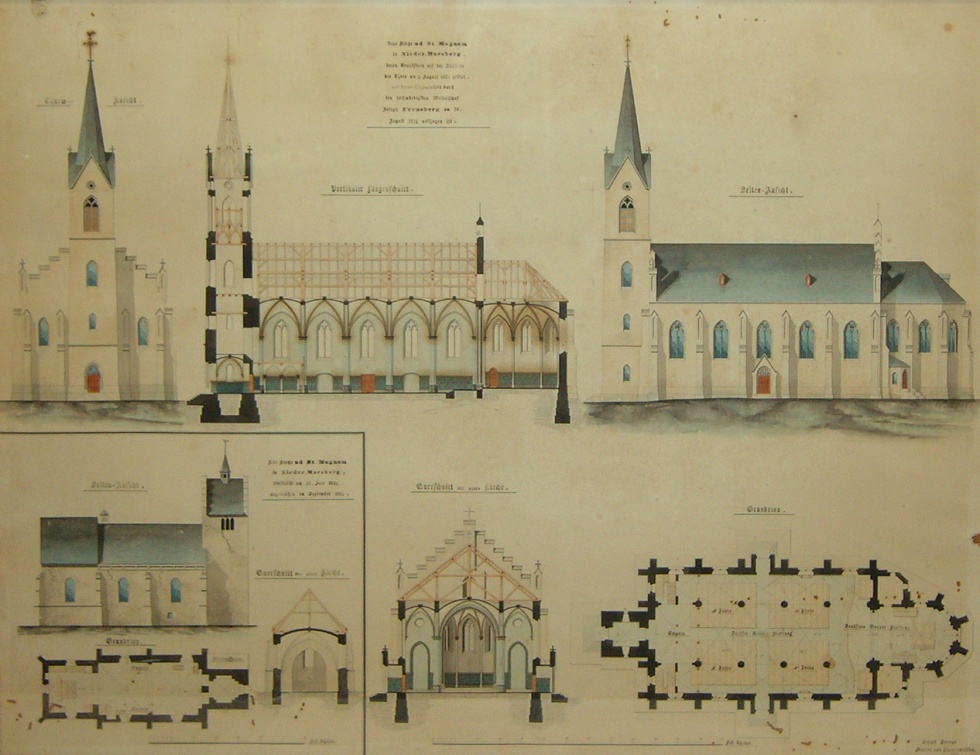
Pläne der neuen Magnuskirche, 1853

Um die Kosten eines Neubaus kam es zu einem jahrzehntelang Rechtsstreit mit der preußischen Regierung, dem Rechtsnachfolger der Reichsabtei. Pfarrer Caspari (1839–1887), gelang es, die notwendige Finanzierung zu bekommen. Die alte Kirche wurde im September 1852 abgebrochen und nach dem Zukauf einiger an den Kirchplatz angrenzenden Grundstücke wurde am 3. August 1853 der Grundstein im Turmsockel gelegt.
Die neugotische Hallenkirche mit dreiseitig geschlossenem Chor wurde von 1853 bis 1856 aus Quadermauerwerk errichtet. Der eingezogene Westturm mit Spitzhelm ist über Treppengiebel erschlossen. In dem weiten, lichten Innenraum ruhen Rippengewölbe auf Achteckpfeilern über breiten Unterzügen
Am 24. August 1856 wurde die Kirche vom Paderborner Weihbischof Josef Freusberg geweiht. Sie wurde von dem königlichen Baukonduktor Friedrich Heinrich Kronenberg nach dem Vorbild der Warsteiner Pfarrkirche St. Pankratius geplant. Im März 1873 erfolgte die Erhebung zur Propsteikirche, deren erster Propst Theodor Caspari wurde.
Die neuen Fenster im Langhaus wurden 1911 eingesetzt, sie stellen Szenen aus der Bergpredigt, sowie aus dem Leben von bekannten Heiligen dar.
Bei der Renovierung im Jahr 1959 wurden etliche Kunstwerke entfernt, die teilweise seit 1974 wieder gezeigt wurden. Eine umfassende Innen- und Außenrenovierung wurde von 2001 bis 2003 vorgenommen.

#### Betkapelle
In der sogenannten Betkapelle im Zwischenhaus sind eine Marienkrone und der Hl. Antonius von Padua zu sehen. Er ist mit einem Franziskanergewand mit Jesuskind und Lilie gekleidet.
Die sechs bemerkenswerten Halbsäulen im Zwischenhaus sind mit walzenförmigen Schmuckkapitellen verziert. Die Ornamentik zeigt figürliche und pflanzliche Motive.

## Ausstattung

### Flügelaltar

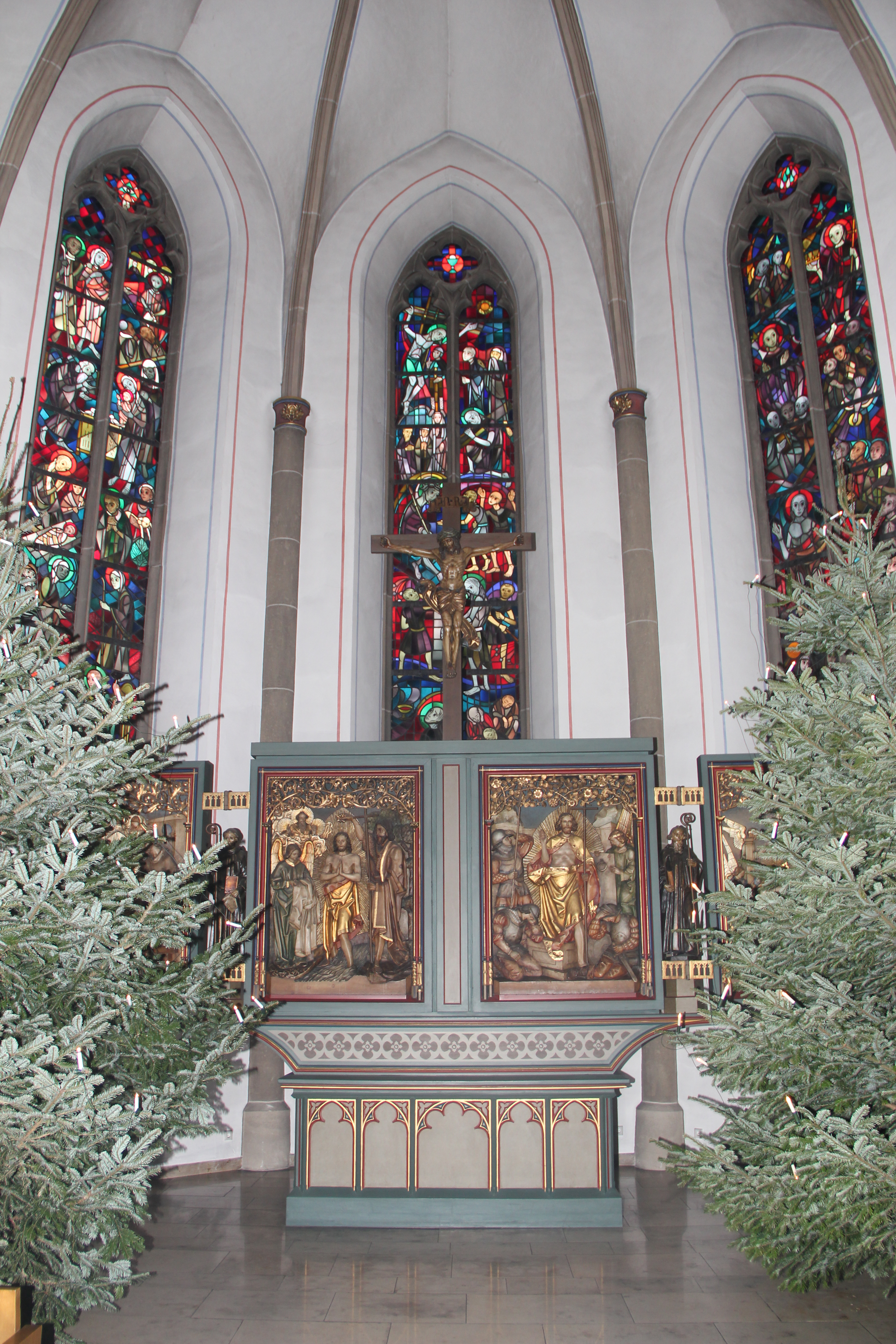
Innenansicht der Kirche St. Magnus zur Weihnachtszeit

Der neugotische Flügelaltar wurde 1920 in der Werkstatt der Gebrüder Mormon aus Sigmaringen gebaut. Ein Maler Ronge aus München malte nach Vorbildern unbekannter Meister im kaiserlichen Museum in Wien Christus begegnet seiner Mutter auf dem Kreuzweg und Christus auf dem Ölberg. Bei geöffnetem Altarschrein sind vier Reliefs aus Lindenholz zu sehen, sie stellen Die Taufe Jesu im Jordan durch Johannes den Täufer, die Hl. Familie zu Nazareth, Christi Auferstehung und  die Hl. Dreifaltigkeit im Himmel dar. An der linken Seite steht eine Figur des Hl. Sturmius mit Kirchengrundriss, Krummstab und Buch und an der rechten Seite eine Figur des Hl. Abtes Magnus. Er ist mit dem Benediktinergewand gekleidet und trägt Krummstab und Buch. Das bekrönende Kreuz wurde nach einem Original im Germanischen Museum in Nürnberg angefertigt.

### Taufbecken
Das Entstehungsdatum des Taufbeckens ist nicht überliefert. Es handelt sich wohl um eine Arbeit aus dem 20. Jahrhundert. Es hat die Form eines Pokals und ist aus kostbarem Marmor gefertigt. Die Abdeckung ist eine prachtvolle Messinghaube, die mit einem Kreuz schließt. Das Ende des Kreuzes ist mit Lilienblüten verziert.

### Kreuzweg
Der Kreuzweg wurde von 1892 bis 1895 von den Gebrüdern Larenz angefertigt; die vierzehnte Station wurde vom Concordia-Chor in Niedermarsberg gestiftet.

### Triumphkreuz
Das prächtige Triumphkreuz ist eine spätgotische Arbeit aus der Zeit von 1510. Zu Füßen des Gekreuzigten sind Maria und Johannes zu sehen.

### Doppelmadonna
Im vorderen Langhaus hängt eine Doppelmadonna mit identischer Abbildung nach Osten und nach Westen. Sie wurde um 1700 von Heinrich Papen angefertigt.

### Vesperbild
Am Nordausgang wird ein Vesperbild gezeigt. Die Darstellung wurde von den Gebrüdern Larenz angefertigt. Sie zeigt die trauernde Gottesmutter mit dem Leichnam des vom Kreuz abgenommenen Jesus. Johannes und klagende Frauen trauern ebenfalls.

### Papenrelief
Ein Relief mit der Darstellung der Hl. Familie hängt an der Ostwand der Turmhalle, es wurde von Heinrich Papen angefertigt und stammt aus der mit 1710 datierten Josefs-Kapelle.

### Pfeilerheilige
Die vier Pfeilerheiligen stammen noch aus der ersten Kirche, sie stammen aus der Nachfolge der Papenwerkstatt. Der Hl. Johannes Nepomuk mit dem Birett wurde von 1740 bis 1750 von Johannes Pollmann angefertigt.

### Figuren
- Der Kirchenpatron Magnus ist als Bischof mit Stab dargestellt, die Figur stammt noch aus der alten Magnuskirche, sie wurde um 1680 geschnitzt.
- Links vor dem Chor befindet sich eine Madonna. Die Arbeit stammt von den Bildhauern Gebrüder Larenz aus Niedermarsberg. Eine weitere Plastik aus derselben Werkstatt zeigt den Hl. Josef mit Jesuskind.
- Die Hl. Elisabeth von Thüringen wird gezeigt, wie sie Almosen an Bettler verteilt.
- Karl der Große ist in imposanter Pose mit Schwert und Kirche dargestellt.
- Der Abt Druthmar von Corvey ist im Benediktinergewand dargestellt, er trägt einen Abtstab.
- Der Hl. Vinzenz von Paul wird mit den Attributen Kreuz und Kind zu Füßen dargestellt.
- Der drachentötende Erzengel Michael hängt über dem Eingang zur Sakristei. Er wurde um 1750/60 von Johann Pollmann, einem Nachfolger der Papenwerkstatt geschaffen.
- Die Hl. Anna lehrt Maria das Lesen, diese Darstellung ist eine Arbeit des Johann Heinrich Biggen aus der Zeit um 1750 bis 1760.
- Die Hl. Apollonia wird mit dem Attribut eines in einer Zange gehaltenen Zahnes dargestellt.
- Der Hl. Liborius ist eine Arbeit von Heinrich Papen aus der Zeit um 1700. Das Attribut Teller mit Steinen wurde offensichtlich in späterer Zeit zugefügt.

### Sonstige Ausstattung
- Es befinden sich seit 1938 Reliquien des hl. Sturmius in der Kirche.
- Ein Geläut mit elektrischen Läutemaschinen wurde 1937 angeschafft.
- Ein geschnitztes Antependium des ehemaligen Zelebrationsaltares, mit dem Kirchenpatron St. Magnus wurde 1753 von Johann Henrich Biggen hergestellt. Es zeigt den Heiligen mit ausgebreiteten Armen sowie Mitra und Bischofsstab.
- Eine weibliche Heilige aus Holz mit Lilienzweig und einem Buch stammt vom Anfang des 16. Jahrhunderts. Sie wird derzeit (2011) im Heimatmuseum ausgestellt.
- Der prächtige, zweigeschossige Kronleuchter aus Schmiedeeisen stammt vom Anfang des 19. Jahrhunderts.[2] Er wurde 1905 in der Kunstschmiede Westermeyer angefertigt und war ursprünglich elektrisch zu beleuchten. Nach der Wiederentdeckung im Jahr 1976 wurde der Leuchter restauriert und die elektrische Beleuchtung wurde durch 32 Kerzenhalter ersetzt.

## Orgel
Die Orgel wurde in den Jahren 2006 und 2009 von der Orgelbaufirma Fischer & Krämer (Endingen) erbaut. In diesem Instrument wurden vier Register der Vorgängerorgel wiederverwendet, die 1860 von dem Orgelbauer Franz Wilhelm Sonreck (Köln) mit 21 Registern auf zwei Manualen und Pedal erbaut worden war. Die heutige Orgel hat 32 Register auf zwei Manualen und Pedal. Die Trakturen sind mechanisch.
| I Hauptwerk C– |               |       |   |
| 1.             | Bourdon       | 16′   | H |
| 2.             | Principal     | 8′    |   |
| 3.             | Harmonieflöte | 8′    |   |
| 4.             | Gedeckt       | 8′    | H |
| 5.             | Octave        | 4′    |   |
| 6.             | Blockflöte    | 4′    |   |
| 7.             | Quinte        | 2 ⁄3′ |   |
| 8.             | Superoctave   | 2′    |   |
| 9.             | Cornet V      | 8′    |   |
| 10.            | Mixtur IV     | 1 ⁄3′ |   |
| 11.            | Trompete      | 8′    |   |
| 12.            | Trompete      | 4′    |   |

| II Schwellwerk C– |               |        |   |
| 13.               | Gamba         | 8′     |   |
| 14.               | Vox coelestis | 8′     |   |
| 15.               | Flaut Major   | 8′     | H |
| 16.               | Principal     | 4′     |   |
| 17.               | Querflöte     | 4′     |   |
| 18.               | Nasat         | 2 ⁄3′  |   |
| 19.               | Waldflöte     | 2′     |   |
| 20.               | Terz          | 1 3⁄5′ |   |
| 21.               | Quinte        | 1 ⁄3′  |   |
| 22.               | Mixtur IV-V   | 2′     |   |
| 23.               | Fagott        | 16′    |   |
| 24.               | Trompete      | 8′     |   |
| 25.               | Oboe          | 8′     |   |
|                   | Tremulant     |        |   |

| Pedal C– |            |     |   |
| 26.      | Principal  | 16′ |   |
| 27.      | Subbass    | 16′ | H |
| 28.      | Octavbass  | 8′  |   |
| 29.      | Violon     | 8′  |   |
| 30.      | Choralbass | 4′  |   |
| 31.      | Posaune    | 16′ |   |
| 32.      | Trompete   | 8′  |   |

- Anmerkung

H = Historisches Register von Sonreck (1860)

## Glocken
Im Turm von St. Magnus hängen fünf Kirchenglocken, die 1947 von der Glockengießerei Junker gegossen wurden. Im Dachreiter hängt noch eine kleine Glocke von 1855, eine Kleppglocke, die als Chorglocke Verwendung findet und einige Zeit an das Marienhospital ausgeliehen war. Sie war von Glockengießer Ernst Dubois gegossen worden.
| Glocke | Name         | Durchmesser | Gewicht ca. | Schlagton | Bemerkungen                                                        |
| ------ | ------------ | ----------- | ----------- | --------- | ------------------------------------------------------------------ |
| 1      | Hl. Maria    | 1653 mm     | ca. 2550 kg | B°+3      | Festtagsglocke, läutet nur an Festtagen und zu besonderen Anlässen |
| 2      | Hl. Joseph   | 1471 mm     | ca. 1780 kg | c′+3      | Totenglocke; Stundenschlag                                         |
| 3      | Hl. Magnus   | 1236 mm     | ca. 1100 kg | es′+8     | Glocke zu Ehren des Kirchenpatrons                                 |
| 4      | Hl. Sturmius | 1086 mm     | ca. 740 kg  | f′+3      | zu Ehren des „Apostels des Diemeltals“, Viertelstundenschlag       |
| 5      | Hl. Liborius | 978 mm      | ca. 530 kg  | g′+5      | zu Ehren des Patrons des Erzbistums Paderborn, Angelusglocke       |
| VI     | (Maria)      |             |             | es″+12    | Kleppglocke, Chorglocke                                            |